# Kuurne-Bruxelles-Kuurne 2015
La Kuurne-Bruxelles-Kuurne 2015, sessantottesima edizione della corsa, valida come prova dell'UCI Europe Tour 2015 categoria 1.1, fu disputata il 1º marzo 2015 su un percorso di 193 km. Fu vinta dal britannico Mark Cavendish, giunto al traguardo in 4h29'00" alla media di 43,048 km/h, davanti al norvegese Alexander Kristoff e all'italiano Elia Viviani.

## Squadre partecipanti
| N.      | Cod. | Squadra                |
| ------- | ---- | ---------------------- |
| 1-8     | EQS  | Etixx-Quick Step       |
| 11-18   | SKY  | Team Sky               |
| 21-28   | LTS  | Lotto-Soudal           |
| 31-38   | KAT  | Team Katusha           |
| 41-48   | TLJ  | Team Lotto NL-Jumbo    |
| 51-58   | IAM  | IAM Cycling            |
| 61-68   | FDJ  | FDJ                    |
| 71-78   | COF  | Cofidis                |
| 81-88   | BMC  | BMC Racing Team        |
| 91-98   | ALM  | AG2R La Mondiale       |
| 101-108 | ROP  | Roompot Oranje Peloton |
| 111-118 | MTN  | MTN-Qhubeka            |
| 121-128 | BOA  | Bora-Argon 18          |

| N.      | Cod. | Squadra                      |
| ------- | ---- | ---------------------------- |
| 131-138 | WGG  | Wanty-Groupe Gobert          |
| 141-147 | CCC  | CCC Sprandi Polkowice        |
| 151-188 | NIP  | Nippo-Vini Fantini           |
| 161-168 | BSE  | Bretagne-Séché Environnement |
| 171-178 | TSV  | Topsport Vlaanderen-Baloise  |
| 181-188 | WBC  | Wallonie-Bruxelles           |
| 191-198 | EUC  | Team Europcar                |
| 202-208 | STH  | Southeast Pro Cycling Team   |
| 211-218 | CCT  | CCT-Champion System          |
| 221-228 | VER  | Veranclassic-Ago             |
| 231-238 | SKT  | An Post-ChainReaction        |
| 241-248 | MMM  | Team 3M                      |

## Ordine d'arrivo (Top 10)
| Pos. | Corridore          | Squadra      | Tempo    |
| ---- | ------------------ | ------------ | -------- |
| 1    | Mark Cavendish     | Etixx        | 4h29'00" |
| 2    | Alexander Kristoff | Katusha      | s.t.     |
| 3    | Elia Viviani       | Sky          | s.t.     |
| 4    | Tom Van Asbroeck   | Lotto NL     | s.t.     |
| 5    | Daniele Colli      | Nippo        | s.t.     |
| 6    | Jempy Drucker      | BMC          | s.t.     |
| 7    | Jens Debusschere   | Lotto-Soudal | s.t.     |
| 8    | Kristian Sbaragli  | MTN          | s.t.     |
| 9    | Raymond Kreder     | Roompot      | s.t.     |
| 10   | Matteo Pelucchi    | IAm          | s.t.     |